# Zing a Little Zong
Zing a Little Zong ist ein Song von Harry Warren (Musik) und Leo Robin (Text), der 1952 veröffentlicht wurde.

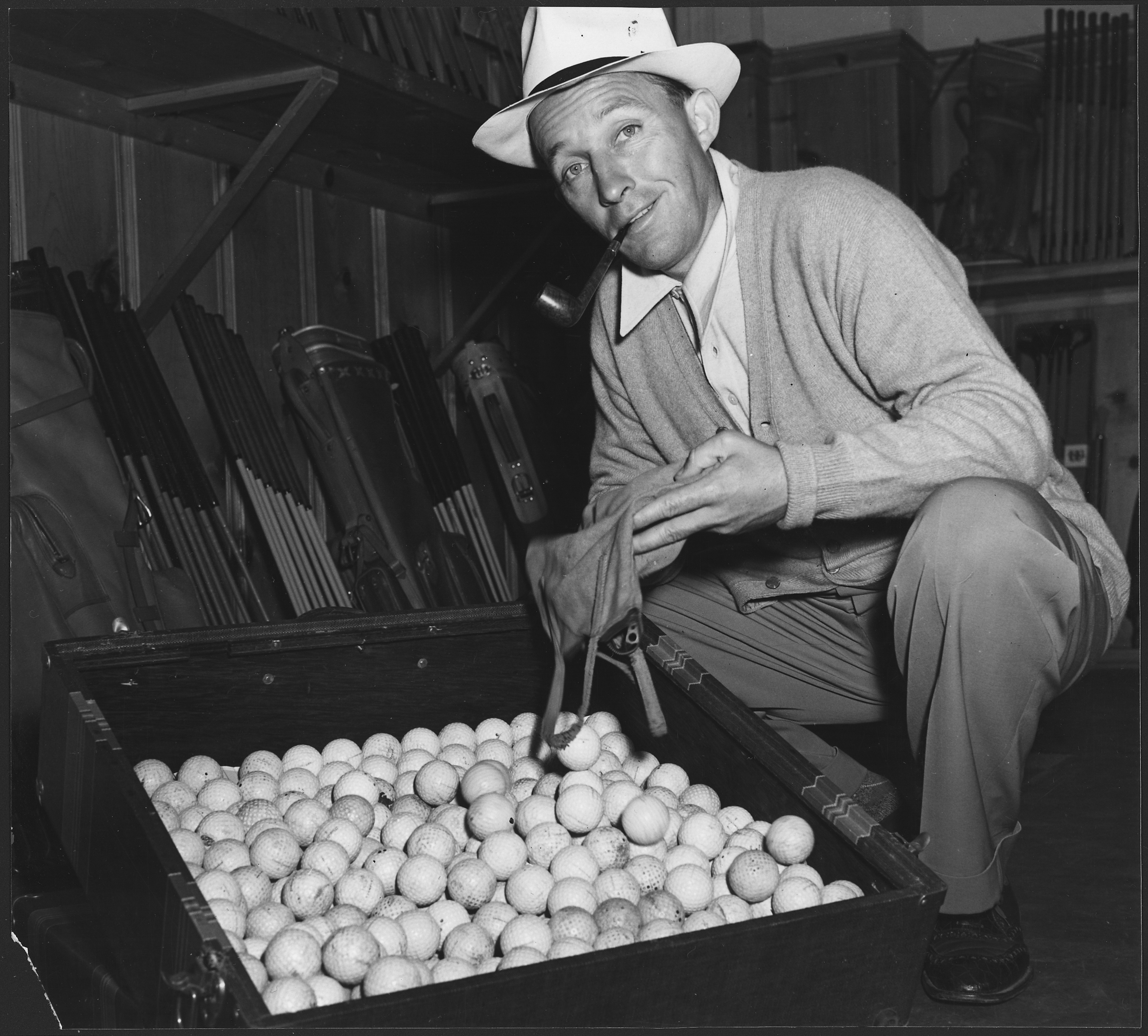
Bing Crosby (1942)

Warren und Robin schrieben Zing a Little Zong im Stil eines lustigen Novelty Songs für den Film Nur für Dich (Originaltitel: Just for You, 1952) unter der Regie von Elliott Nugent. Das Lied wird in dem Film von den beiden Hauptdarstellern Bing Crosby und Jane Wyman vorgestellt, während sie von einer Jazzband begleitet tanzen. Zing a Little Zong erhielt 1953 eine Oscar-Nominierung in der Kategorie Bester Song.
Die Plattenaufnahme von Crosby und Wyman erschien auf der Brunswick-78er 82701 bzw. auf Decca 28255, gekoppelt mit The Maiden of Guadelupe. Coverversionen des Songs nahm in dieser Zeit auch Peggy Lee und Rosemary Clooney (beide im Duett mit Bing Crosby) sowie Helen O’Connell (Capitol F2137) auf. 1999 interpretierte Joyce Breach, begleitet von Randy Reinhart, Scott Robinson und Keith Ingham (Reel Songs) den Song neu.